# Athénská škola
Athénská škola (italsky La scuola di Atene) je jedno z nejslavnějších děl Raffaela Santiho, předního malíře italské renesance.
Když si papež Julius II. nechal přebudovat čtyři staré stanze („komnaty, síně“) v severním křídle Vatikánského papežského paláce, byl k jejich malířské výzdobě přizván – na přímluvu Bramanteho – tehdy začínající Raffael. (Ve stejném čase pracoval Michelangelo na výmalbě nedaleké Sixtinské kaple. Michelangelo se však řadil do tábora Bramanteho nepřátel.) Tři z komnat také skutečně vymaloval (čtvrtou už dokončili jeho žáci) a velmi se jimi proslavil. Tato freska lunetového (půlkruhového) tvaru o rozměru 770×500 cm je jednou ze dvou hlavních maleb ve Stanza della Segnatura („Síň podpisů“); patří k vůbec nejznámějším dílům, chovaným ve Vatikánských muzeích. Malba reprezentuje pravdu rozumovou. Druhým hlavním obrazem je Disputace (La Disputa), pravda zjevená, výzdobu doplňují dvě menší alegorie krásy (Parnas – Il Parnaso) a spravedlnosti (práva). Na stropě jsou v lunetách alegorie hlavních ctností.
Architekturu v pozadí prý navrhl sám Bramante (část se shoduje s interiérem baziliky Sv. Petra). Jejím úkolem je dodávat svou monumentalitou postavám na významnosti a současně tvořit svým klidem kontrast k živé kompozici postav.
Celá freska je namalována v tehdy známé středové (jednobodové) perspektivě. Jedinou výjimkou je kámen, u něhož sedí Hérakleitos z Efesu (nejvýraznější osamocená postava v popředí). Ten by měl být zobrazen v úběžníkové (dvoubodové) perspektivě (tehdy ještě neznámá konstrukce), protože přední strana kvádru není rovnoběžná z průmětnou (je však zobrazen chybně, "nabourává se" do schodiště). Na přípravném kartónu (kresbě) postava Herakleita chybí. Uprostřed fresky spolu diskutují realista Aristotelés, jenž ukazuje dlaní k zemi, a idealista Platón, který zdvíhá prst k obloze. Na schodech leží Diogenés, který tak spojuje přírodní filozofy v dolní části s metafyziky v části horní. Raffael do kompozice také propašoval sám sebe (úplně vpravo) v podobě nejslavnějšího malíře starověku Apella; svou signaturu pak nenápadně umístil na límec Eukleidova pláště.

1: Zénón z Kitia nebo Zénón z Eleje –
2: Epikúros –
3: Federico II. Gonzaga –
4: Boëthius nebo Anaximandros nebo Empedoklés –
5: Averroes –
6: Pythagorás –
7: Alkibiadés nebo Alexandr Veliký –
8: Antisthenés nebo Xenofón –
9: Hypatia z Alexandrie nebo Francesco Maria della Rovere –
10: Aischinés nebo Xenofón –
11: Parmenidés –
12: Sókratés –
13: Hérakleitos (předloha: Michelangelo?) –
14: Platón držící Timaia (předloha: Leonardo da Vinci) –
15: Aristotelés držící Etiku (předloha: Michelangelo)–
16: Diogenés ze Sinópy –
17: Plótinos –
18: Eukleidés nebo Archimédés a skupina studentů (předloha: Bramante) –
19: Strabón či Zarathuštra? –
20: Klaudios Ptolemaios –
R: Raffael jako Apellés –
21: Il Sodoma jako Protogenés